# ارکستر مجلسی تلویزیون ملی ایران
ارکستر مجلسی تلویزیون ملی ایران در ۲۹ آذر ۱۳۴۵ تشکیل شد و اولین تمرین خود را در اوایل دی همان سال آغاز کرد. تشکیل این ارکستر کوششی بود برای متمرکز کردن نوازندگان طراز اول و همچنین فراهم آوردن وسیله‌ای برای شناساندن موسیقی جهان به دوست‌داران موسیقی ایرانی و نیز اجرای آثار آهنگسازان ایرانی.

## فعالیتها و برنامه‌ها
ارکستر مجلسی تلویزیون ملی ایران پس از ضبط چند برنامه تلویزیونی، نخستین کنسرت عمومی خود را در برنامه افتتاحیه اولین جشن هنر شیراز در بیستم شهریور ۱۳۴۶ در تخت جمشید اجرا کرد. رهبر ارکستر واهه خوجایان و تک‌خوان برنامه نسرین آزرمی بود. ضمن اجرای آثاری از پرگولزی، جمینیانی، مارچلو و ناج، یکی از ساخته‌های مرتضی حنانه به نام کاکوتی ـ رقص برای او با رهبری خود آهنگساز اجرا شد.
چندی بعد توماس کریستیان داوید، آهنگساز اتریشی، به رهبری ارکستر مجلسی تلویزیون ملی ایران انتخاب شد. در سال ۱۳۴۷ ارکستر مجلسی تلویزیون برای اولین بار کنسرت‌هایی در تهران داد و در شهریور همان سال در دومین جشن هنر شیراز شرکت کرد و دو کنسرت مختلف در آن اجرا کرد. در کنسرت نخست که با رهبری توماس کریستیان داوید اجرا شد، آثاری از هرمز فرهت (سینفونیا)، پل آنگر (کنسرتو برای پیانو و سازهای زهی)، ایگور استراوینسکی (کنسرتو در ر) و آرتور اونگر (سمفونی برای ارکستر زهی و ترومپت) به اجرا درآمد. کنسرت دوم ارکستر مجلسی را فرهاد مشکات رهبری کرد که شامل اجرای دیورتیمنتو از موتسارت، فانتزی برای سازهای زهی از محمدتقی مسعودیه، و کنسرتو برای ویولن و سازهای زهی از توماس کریستیان داوید بود.
در بهمن ۱۳۴۸ حشمت سنجری برای اولین بار ارکستر مجلسی تلویزیون ملی ایران را رهبری کرد. در این کنسرت که در تالار فردوسی دانشکده ادبیات برگزار شد، سنجری آثاری از مندلسون، رسپیگی، دورژاک و محمدتقی مسعودیه را رهبری کرد. تک‌نوازان برنامه لوست مارتیروسیان (پیانو) و ژرژ مارتیروسیان (ویولن) بودند.
در سال ۱۳۵۰ دامنه فعالیت‌های ارکستر مجلسی تلویزیون ملی ایران به شهرستان‌ها کشید و این ارکستر کنسرت‌هایی در شهرهای اصفهان، اهواز، آبادان، رضائیه و تبریز داد. کار جالب دیگر ارکستر مجلسی در این سال، برگزاری سه کنسرت آموزشی در محل کارگاه نمایش تلویزیون ملی ایران بود. در این کنسرت‌ها ارکستر مجلسی به رهبری توماس کریستیان داوید قطعات مختلفی را اجرا کرد و پری برکشلی که نوازندگی پیانو را نیز به عهده داشت، به تحلیل آثار اجراشده پرداخت.
ارکستر مجلسی در سال ۱۳۵۰ در پنجمین جشن هنر شیراز با رهبری فرهاد مشکات دو برنامه اجرا کرد، و در فروردین ۱۳۵۱ کنسرت‌های موفقیت‌آمیزی در جشنواره روایان (فرانسه) و نیز در شهرهای ژنو، پاریس، بروکسل و آمستردام داد. ارکستر مجلسی رادیو تلویزیون ملی ایران تا اواخر سال ۱۳۵۷ به‌طور مرتب کنسرت می‌داد و نیز همه‌ساله در جشن هنر شیراز شرکت می‌کرد.